# Václav Kadlec
Václav Kadlec (Praga, 20 maggio 1992) è un calciatore ceco, attaccante del Ligmet Milin.
È il primatista di presenze (26) e di reti (18) con la maglia della Nazionale ceca Under-17.

## Caratteristiche tecniche
Ala destra, può giocare anche come prima o seconda punta, potendo svariare su tutto il fronte offensivo. È abile nel tiro con entrambi i piedi.
Secondo molti esperti di calcio, Kadlec è il miglior talento ceco dopo Tomáš Rosický.
Il giocatore è molto apprezzato soprattutto per la sua mobilità e per il fiuto del gol. Spesso è egoista in attacco, ma riesce a segnare da qualsiasi posizione offensiva. Nonostante la giovane età, Kadlec non ha problemi a trovare spazio, e soprattutto, è freddo e lucido sotto porta nella maggior parte delle occasioni, infatti raramente manca il bersaglio.
Nel 2010 è stato inserito nella lista dei migliori calciatori nati dopo il 1989 stilata da Don Balón.
Nel 2012 è stato inserito nella lista dei migliori calciatori nati dopo il 1991 stilata da Don Balón.

## Carriera

### Club

#### Sparta Praga
Dopo aver giocato nelle giovanili della società praghese Bohemians 1905 per molti anni, nel 2008, a 16 anni esordisce con lo Sparta Praga - una delle squadre più forti del paese - il 25 ottobre 2008 in Sparta Praga-Příbram subentrando a pochi minuti dalla fine a Martin Zeman e sul risultato di 3-0. Dopo aver disputato alcuni incontri nella squadra riserve nella stagione 2008-2009 viene promosso titolare e date le ottime prestazioni fornite diviene presto titolare fisso nel reparto offensivo dei granata. In Champions ha finora realizzato 1 rete in 4 presenze: il 13 luglio 2010 segna l'1-0 in Liepājas Metalurgs-Sparta Praga che terminerà sul 3-0 giocando tutto l'incontro.
In Europa League partecipa alla fase a gironi della competizione: gioca quasi tutto l'incontro fra Sparta e Palermo realizzando il 3-1 che chiude definitivamente l'incontro a favore dello Sparta e viene sostituito da Lukáš Třešňák.
A fine anno viene premiato talento dell'anno della Repubblica Ceca nel 2010.

#### L'esperienze all'estero
Nell'agosto 2013 il giocatore si trasferisce all'Eintracht Francoforte per una cifra intorno ai 3 milioni di euro. Il 1º settembre segna all'esordio contro il Borussia Dortmund, per poi ripetersi il 14 settembre con una doppietta al Werder Brema.
Il 19 novembre 2015 il Midtjylland annuncia l'acquisto del calciatore ceco in cambio di € 2,1 milioni: Kadlec firma un quadriennale.

#### Ritorno allo Sparta Praga
Dopo neanche un anno, il 1º settembre 2016, lo Sparta Praga ricompra Kadlec per 2,7 milioni di euro. Il suo terzo debutto nello Sparta è datato 10 settembre 2016, schierato subito come attaccante titolare contro il Mladá Boleslav (2-2). Nonostante le 8 presenze in Europa League con il suo precedente club, il Midtjylland, Kadlec riesce a giocare la stessa edizione della competizione europea anche con i cechi: cinque giorni dopo gioca da titolare il primo incontro della fase a gironi contro il Southampton perso 3-0. Segna il suo primo gol stagionale il 19 settembre successivo, in casa dello Trinity Zlín (1-1).
Il 29 settembre seguente si rende decisivo nella seconda sfida della fase a gironi di Europa League, firmando una doppietta nel successo casalingo ottenuto a sorpresa contro l'Inter nel 3-1 finale.

### Nazionale
Inizia a giocare nelle nazionali minori dove trova ottime prestazioni realizzando, tra Under-16 ed Under-19, 20 reti su 33 presenze. Si è reso più volte decisivo per le sorti della sua nazionale grazie al suo rendimento costante nell'Under-17 segnando 9 reti in 11 incontri.
A 18 anni passa in Nazionale maggiore dove, il 12 ottobre 2010 esordisce nel girone di qualificazione agli Europei 2012 contro il Liechtenstein realizzando la rete del 2-0 che chiude la partita; verrà sostituito nel secondo tempo al posto di Roman Bednář.
Il 10 agosto 2011 realizza una tripletta contro la Nazionale Under-21 di calcio di Andorra (8-0), partita valida per le qualificazioni agli Europei.

## Statistiche

### Presenze e reti nei club
Le statistiche sono aggiornate al 4 settembre 2016.
| Stagione                     | Squadra                      | Campionato                   | Campionato | Campionato | Coppe nazionali | Coppe nazionali | Coppe nazionali | Coppe continentali | Coppe continentali | Coppe continentali | Altre coppe | Altre coppe | Altre coppe | Totale | Totale |
| Stagione                     | Squadra                      | Comp                         | Pres       | Reti       | Comp            | Pres            | Reti            | Comp               | Pres               | Reti               | Comp        | Pres        | Reti        | Pres   | Reti   |
| ---------------------------- | ---------------------------- | ---------------------------- | ---------- | ---------- | --------------- | --------------- | --------------- | ------------------ | ------------------ | ------------------ | ----------- | ----------- | ----------- | ------ | ------ |
| 2008–2009                    | Sparta Praga                 | 1L                           | 12         | 2          | CRC             | 3               | 1               | -                  | -                  | -                  | -           | -           | -           | 15     | 3      |
| 2009-2010                    | Sparta Praga                 | 1L                           | 29         | 6          | CRC             | 5               | 2               | UCL+UEL            | 1+8                | 0+0                | -           | -           | -           | 43     | 8      |
| 2010-2011                    | Sparta Praga                 | 1L                           | 25         | 4          | CRC             | 1               | 0               | UCL+UEL            | 4+7                | 1+2                | SRC         | 1           | 0           | 38     | 7      |
| 2011-2012                    | Sparta Praga                 | 1L                           | 14         | 3          | CRC             | 4               | 2               | UEL                | 4                  | 0                  | -           | -           | -           | 22     | 5      |
| 2012-2013                    | Sparta Praga                 | 1L                           | 26         | 14         | CRC             | 4               | 2               | UEL                | 10                 | 4                  | -           | -           | -           | 40     | 20     |
| lug.-ago.2013                | Sparta Praga                 | 1L                           | 5          | 3          | CRC             | 0               | 0               | UEL                | 2                  | 0                  | -           | -           | -           | 7      | 3      |
| ago. 2013-2014               | Eintracht Francoforte        | BL                           | 21         | 5          | CG              | 3               | 1               | UEL                | 5                  | 2                  | -           | -           | -           | 29     | 8      |
| 2014-feb. 2015               | Eintracht Francoforte        | BL                           | 4          | 1          | CG              | 1               | 1               | -                  | -                  | -                  | -           | -           | -           | 5      | 2      |
| feb.-giu. 2015               | Sparta Praga                 | 1L                           | 13         | 9          | CRC             | 1               | 1               | -                  | -                  | -                  | -           | -           | -           | 14     | 10     |
| lug.-dic. 2016               | Eintracht Francoforte        | BL                           | 5          | 0          | CG              | 0               | 0               | -                  | -                  | -                  | -           | -           | -           | 5      | 0      |
| Totale Eintracht Francoforte | Totale Eintracht Francoforte | Totale Eintracht Francoforte | 30         | 6          | -               | 4               | 2               | -                  | 5                  | 2                  | -           | -           | -           | 39     | 10     |
| gen.-giu. 2016               | Midtjylland                  | BL                           | 6          | 0          | CD              | 0               | 0               | UEL                | 2                  | 0                  | -           | -           | -           | 8      | 0      |
| lug.-ago. 2016               | Midtjylland                  | BL                           | 7          | 3          | CD              | 0               | 0               | UEL                | 8                  | 0                  | -           | -           | -           | 15     | 3      |
| Totale Midtjylland           | Totale Midtjylland           | Totale Midtjylland           | 13         | 3          | -               | 0               | 0               | -                  | 10                 | 0                  | -           | -           | -           | 23     | 3      |
| set.-2016-2017               | Sparta Praga                 | 1L                           | 15         | 3          | CRC             | 1               | 0               | UEL                | 3                  | 2                  | -           | -           | -           | 19     | 5      |
| 2017-2018                    | Sparta Praga                 | 1L                           | 21         | 6          | CRC             | 1               | 0               | UEL                | 1                  | 0                  | -           | -           | -           | 23     | 6      |
| 2018-2019                    | Sparta Praga                 | 1L                           | 2          | 0          | CRC             | 0               | 0               | UEL                | -                  | -                  | -           | -           | -           | 2      | 0      |
| 2019-feb.2020                | Sparta Praga                 | 1L                           | 0          | 0          | CRC             | 0               | 0               | UEL                | -                  | -                  | -           | -           | -           | 0      | 0      |
| Totale Sparta Praga          | Totale Sparta Praga          | Totale Sparta Praga          | 152        | 50         | -               | 20              | 8               | -                  | 40                 | 9                  | -           | 1           | 0           | 213    | 67     |
| 2021-gen.2022                | Mladá Boleslav               | 1L                           | 2          | 0          | CRC             | 0               | 0               | -                  | -                  | -                  | -           | -           | -           | 2      | 0      |
| gen.-giu. 2022               | Jablonec                     | 1L                           | 5          | 0          | CRC             | 0               | 0               | -                  | -                  | -                  | -           | -           | -           | 5      | 0      |
| Totale Carriera              | Totale Carriera              | Totale Carriera              | 204        | 59         |                 | 24              | 10              |                    | 55                 | 11                 | -           | 1           | 0           | 282    | 80     |

### Cronologia presenze e reti in nazionale
| Cronologia completa delle presenze e delle reti in nazionale ― Rep. Ceca | Cronologia completa delle presenze e delle reti in nazionale ― Rep. Ceca | Cronologia completa delle presenze e delle reti in nazionale ― Rep. Ceca | Cronologia completa delle presenze e delle reti in nazionale ― Rep. Ceca | Cronologia completa delle presenze e delle reti in nazionale ― Rep. Ceca | Cronologia completa delle presenze e delle reti in nazionale ― Rep. Ceca | Cronologia completa delle presenze e delle reti in nazionale ― Rep. Ceca | Cronologia completa delle presenze e delle reti in nazionale ― Rep. Ceca |
| Data                                                                     | Città                                                                    | In casa                                                                  | Risultato                                                                | Ospiti                                                                   | Competizione                                                             | Reti                                                                     | Note                                                                     |
| ------------------------------------------------------------------------ | ------------------------------------------------------------------------ | ------------------------------------------------------------------------ | ------------------------------------------------------------------------ | ------------------------------------------------------------------------ | ------------------------------------------------------------------------ | ------------------------------------------------------------------------ | ------------------------------------------------------------------------ |
| 12-10-2010                                                               | Vaduz                                                                    | Liechtenstein                                                            | 0 – 2                                                                    | Rep. Ceca                                                                | Qual. Euro 2012                                                          | 1                                                                        | 64’                                                                      |
| 11-9-2012                                                                | Teplice                                                                  | Rep. Ceca                                                                | 0 – 1                                                                    | Finlandia                                                                | Amichevole                                                               | -                                                                        | 46’                                                                      |
| 7-6-2013                                                                 | Praga                                                                    | Rep. Ceca                                                                | 0 – 0                                                                    | Italia                                                                   | Qual. Mondiali 2014                                                      | -                                                                        | 76’                                                                      |
| 14-8-2013                                                                | Budapest                                                                 | Ungheria                                                                 | 1 – 1                                                                    | Rep. Ceca                                                                | Amichevole                                                               | -                                                                        | 58’                                                                      |
| 6-9-2013                                                                 | Praga                                                                    | Rep. Ceca                                                                | 1 – 2                                                                    | Armenia                                                                  | Qual. Mondiali 2014                                                      | -                                                                        | 55’                                                                      |
| 11-10-2013                                                               | Ta' Qali                                                                 | Malta                                                                    | 1 – 4                                                                    | Rep. Ceca                                                                | Qual. Mondiali 2014                                                      | 1                                                                        | 74’                                                                      |
| 15-10-2013                                                               | Sofia                                                                    | Bulgaria                                                                 | 0 – 1                                                                    | Rep. Ceca                                                                | Qual. Mondiali 2014                                                      | -                                                                        | 90’                                                                      |
| 15-11-2013                                                               | Olomouc                                                                  | Rep. Ceca                                                                | 2 – 0                                                                    | Canada                                                                   | Amichevole                                                               | -                                                                        | 74’                                                                      |
| 21-5-2014                                                                | Helsinki                                                                 | Finlandia                                                                | 2 – 2                                                                    | Rep. Ceca                                                                | Amichevole                                                               | -                                                                        | 46’                                                                      |
| 28-3-2015                                                                | Praga                                                                    | Rep. Ceca                                                                | 1 – 1                                                                    | Lettonia                                                                 | Qual. Euro 2016                                                          | -                                                                        | 81’                                                                      |
| 31-3-2015                                                                | Žilina                                                                   | Slovacchia                                                               | 1 – 0                                                                    | Rep. Ceca                                                                | Amichevole                                                               | -                                                                        | 72’                                                                      |
| 31-8-2016                                                                | Mladá Boleslav                                                           | Rep. Ceca                                                                | 3 – 0                                                                    | Armenia                                                                  | Amichevole                                                               | 1                                                                        | 46’                                                                      |
| 4-9-2016                                                                 | Praga                                                                    | Rep. Ceca                                                                | 0 – 0                                                                    | Irlanda del Nord                                                         | Qual. Mondiali 2018                                                      | -                                                                        | 83’                                                                      |
| 8-10-2016                                                                | Amburgo                                                                  | Germania                                                                 | 3 – 0                                                                    | Rep. Ceca                                                                | Qual. Mondiali 2018                                                      | -                                                                        | 76’                                                                      |
| 11-10-2016                                                               | Ostrava                                                                  | Rep. Ceca                                                                | 0 – 0                                                                    | Azerbaigian                                                              | Qual. Mondiali 2018                                                      | -                                                                        | 58’                                                                      |
| 8-10-2017                                                                | Plzeň                                                                    | Rep. Ceca                                                                | 5 – 0                                                                    | San Marino                                                               | Qual. Mondiali 2018                                                      | 1                                                                        | 70’                                                                      |
| Totale                                                                   |                                                                          | Presenze                                                                 | 16                                                                       |                                                                          | Reti                                                                     | 4                                                                        |                                                                          |

## Palmarès

### Club
- Campionato ceco: 1

Sparta Praga: 2009-2010
- Supercoppa della Repubblica Ceca: 1

Sparta Praga: 2010

### Individuale
- Talento dell'anno: 1

2010